# ドラグーン作戦
ドラグーン作戦（ドラグーンさくせん、英語: Operation Dragoon）は、第二次世界大戦中の1944年8月に行われた、南フランスのプロヴァンス地方への連合国軍の上陸作戦である。

## 上陸作戦の立案過程
フランス北部へのノルマンディー上陸作戦（オーバーロード作戦）を支援する目的で、南フランスへの上陸作戦も1943年中に検討が進み、11月のテヘラン会談で承認されていた。
しかし、ノルマンディー上陸作戦の準備だけでなく、連合軍はイタリア半島（イタリア戦線参照）でも上陸作戦を行っており、実施するだけの船舶・部隊の確保がおぼつかない状況であった。
1944年1月、アイゼンハワーは6月中の実施を表明したが、ソ連の意図に疑念を持つチャーチルはバルカン半島の英米による奪還が先決であることを主張、南フランスでの作戦は撤回すべきとした。これに対し、この作戦はスターリンと既に交わしてある約束であるとするフランクリン・ルーズベルトは、チャーチルの主張の受け入れを拒否、8月15日に作戦を開始することを決定した。
作戦名は当初アンヴィル (Anvil) 作戦であったが、途中からドラグーン作戦に改名された。

## 英米軍の編成と出撃
1944年6月にノルマンディー上陸戦線が行なわれ、連合軍はフランス上陸を果たした。上陸戦器材も確保できるようになり、準備が進められた。
投入される部隊は主にイタリア戦線から引き抜かれることになった。
在北アフリカの自由フランス軍1個師団も加え、アメリカ第7軍を抽出。8月9日以降、既に制圧していたイタリアのサレルノ・ターラント・ブリンディジ、シチリア・コルシカ及び北アフリカのオランから艦隊が出航、14日-15日夜カンヌ＝トゥーロン間の沖合いに達した。米英加混成の空挺部隊（第1空挺任務部隊）も準備を完了した。

## 連合軍の進撃
8月15日に空挺降下および海岸上陸が行なわれた。アメリカ第7軍の第6軍団はニースとトゥーロンの間の海岸に軽微な損害で上陸した。引き続きフランスB軍主力も上陸している。プロヴァンス方面に配置されていたドイツ第19軍は二線級部隊がほとんどであり、また北フランスのファレーズの戦いで戦力が消耗していたこともあって、早期に撤退方針が決定した。そのため、一方的な追撃戦となった。
28日にはトゥーロンとマルセイユを占領。またローヌ川を遡上し、同日グルノーブルに到達。ドイツ第19軍は抵抗らしい抵抗はせず、アルザス地方へと退却していった。
その後、9月11日に北部で上陸したジョージ・パットンのアメリカ第3軍とディジョンで出会い、フランス国内における南北の戦線が繋がったことでこの作戦の目的は達成された。